# Castenedolo
Castenedolo (lombardul: Castinìdol vagy Castignìdol) település Olaszországban, Lombardia régióban, Brescia megyében. Lakosainak száma 11 572 fő (2023. január 1.). Castenedolo Borgosatollo, Brescia, Calcinato, Ghedi, Mazzano, Rezzato és Montichiari községekkel határos.

## Népesség
A település lakossága az elmúlt években az alábbi módon változott:
| Lakosok száma | 11 443 | 11 482 | 11 572 |
|               | 2017   | 2018   | 2023   |